# Гномья сортировка

Иллюстрация действия алгоритма гномьей сортировки

Гномья сортировка (англ. Gnome sort) — алгоритм сортировки, похожий на сортировку вставками, но в отличие от последней перед вставкой на нужное место происходит серия обменов, как в сортировке пузырьком. Название происходит от предполагаемого поведения садовых гномов при сортировке линии садовых горшков.
Алгоритм известен в течение достаточно долго времени, современное название было дано в 2000 году:
Гномья сортировка основана на технике, используемой обычным голландским садовым гномом (нидерл. tuinkabouter). Это метод, которым садовый гном сортирует линию цветочных горшков. По существу он смотрит на текущий и предыдущий садовые горшки: если они в правильном порядке, он шагает на один горшок вперёд, иначе он меняет их местами и шагает на один горшок назад. Граничные условия: если нет предыдущего горшка, он шагает вперёд; если нет следующего горшка, он закончил.
Дик Грун
Алгоритм концептуально простой, не требует вложенных циклов. Время работы {\displaystyle O\left(n^{2}\right)}. На практике алгоритм может работать так же быстро, как и сортировка вставками.
Алгоритм находит первое место, где два соседних элемента стоят в неправильном порядке и меняет их местами. Он пользуется тем фактом, что обмен может породить новую пару, стоящую в неправильном порядке, только до или после переставленных элементов. Он не допускает, что элементы после текущей позиции отсортированы, таким образом, нужно только проверить позицию до переставленных элементов.

## Описание
Ниже написан псевдокод сортировки. Это оптимизированная версия с использованием переменной j, чтобы разрешить прыжок вперёд туда, где он остановился до движения влево, избегая лишних итераций и сравнений:
```
gnomeSort(a[0..size - 1])
    i = 1;
    j = 2;
    while i < size
        if a[i - 1] > a[i] //для сортировки по возрастанию поменяйте знак сравнения на <
            i = j;
            j = j + 1;
        else
            swap a[i - 1] and a[i]
            i = i - 1;
            if i == 0
                i = j;
                j = j + 1;
```

Пример:
Если мы хотим отсортировать массив с элементами [4] [2] [7] [3] от большего к меньшему, то на итерациях цикла while будет происходить следующее:
- [4] [2] [7] [3] (начальное состояние: i == 1, j == 2);
- [4] [2] [7] [3] (ничего не произошло, но сейчас i == 2, j == 3);
- [4] [7] [2] [3] (обмен a[2] и a[1], сейчас i == 1, а j == 3 по-прежнему);
- [7] [4] [2] [3] (обмен a[1] и a[0], сейчас i == 3, j == 4);
- [7] [4] [3] [2] (обмен a[3] и a[2], сейчас i == 2, j == 4);
- [7] [4] [3] [2] (ничего не произошло, но сейчас i == 4, j == 5);
- цикл закончился, т. к. i не < 4.

## Оптимизация
В результате оптимизации гномья сортировка естественно трансформируется в сортировку вставками. Каждый раз, когда «гном» наталкивается на новый номер, все значения слева от «гнома» уже отсортированы.